# Бергдитикон
Бергдитикон је сеоска општина у сјеверној Швајцарској, у истоку кантона Аргау. Бергдитикон граничи на циришку општину Дитикон. 
Име Бергдитикон се састоји од два дјела. Први дио „берг“ у преводу значи брдо а други дио „дитикон“ је име циришке општине. 

## Географија
Општина Бергдитикон се састоји од села Балтеншвил, Бернолд, Киндхаусен, Херенберг, Гвинден, Обершененберг и Унтершененберг. Општина Бергдитикон се налази на источном дјелу брда Херенберг. На сјеверном дјелу граничи са Дитиконом а Шпрајтенбахом и са долином Репиша. У истоку општине се налази језеро Егелзе, највеће језеро које се потпуно налази на територији кантона Аргау.
Површина општине је 594 хектара, од тога су 163 хектара шуме, а 101 хектар је преграђен осталу су пољопривредне површине.

## Историја
У средњем вијеку је оптшина била дио Дитикона. Манацтирима Мури и Ветинген су дуго припадали велики дијелове бергдитикона. Године 1415. је швајцарска конфедерација заузела кантон Аргау, чиме је Бергдитикон припао општини Дитикон у кантону Цирих. Године 1529. се општина одрекла католицизма и општина је официјелно примила реформатску вјеру хришћанства. Близина граду Цириху је ту вјероватно била битна. 
Године 1798. је Наполеон освојио Швајцарску и спровео ревизију Устава, тако да је Бергдитикон припао кратко вријеме кантону Баден, који данас више непостоји. Године 1803. је створен кантон Аргау и општина Бергдитикон је постала неважна и тешко приступачна регија кантона Аргау. Бројеви становника су много споро растли и општина се годотво није развијала. 
Тек у 20. вијеку општина постаје боље изграђена, због чега се насељава много богатијих становника из града Цириха, због много ниже порезне стопе у општини бергдитикон као и у цијелом кантону Аргау.

## Демографија
31. децембра 2006. је живјело 2260 људи у општини Бергдитикон од чега су 9,1% од њих били странци. Године 2000. је регистровано 49,2% евангелских хришћана, 33,8 католичких хришћана и 2,8% грађана друге вјере. 93,4% грађана говори њемачки, 1,3% француски и италијански а само 0,3% енглески језик. 

### Развој становништва
| година | становништво |
| ------ | ------------ |
| 1780   | 361          |
| 1850   | 491          |
| 1900   | 466          |
| 1930   | 499          |
| 1950   | 789          |
| 1960   | 426          |
| 1970   | 1077         |
| 1980   | 1693         |
| 1990   | 2194         |
| 2000   | 2256         |

## Економија
У општини Бергдитикон се налази око 1000 радних мјеста. Велики број становника ради у Дитикону или другим општинама кантона Цириха јер су тамо мало више плате. Индустријска зона општине се налази у долини ријеке Репиш. У индустријској зони се налази жељезничка станица на линији Дитикон - Волен.